# Edgar J. Anzola

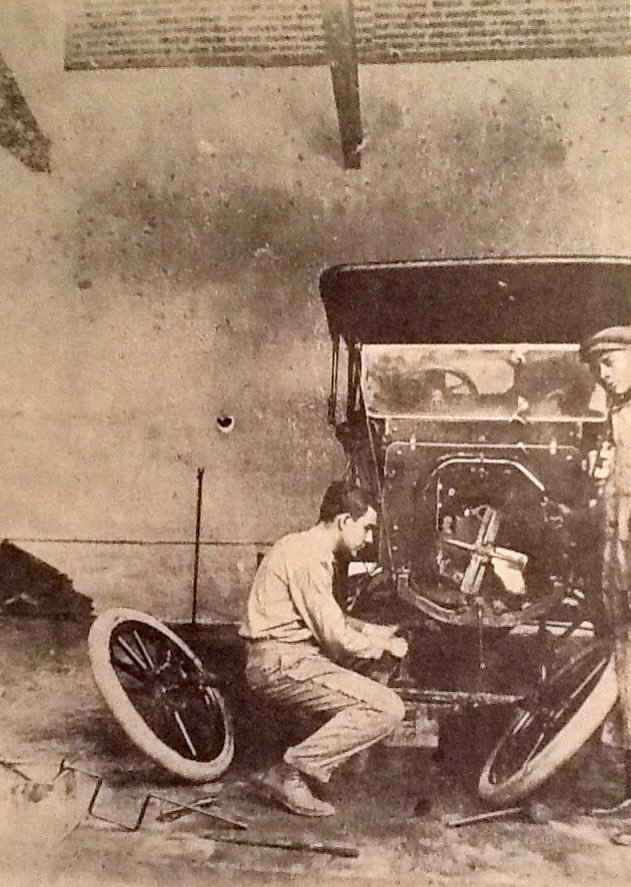
Edgar J. Anzola

Edgar Jaín Anzola (* 27. März 1883 in Villa de Cura; † 14. Dezember 1981 in Caracas) war ein venezolanischer Filmproduzent, Rundfunkpionier, Journalist und Karikaturist.
Der Sohn des Rechtsanwalts und Schriftstellers Juvenal Anzola wurde sechzehnjährig von dem Geschäftsmann William Henry Phelps eingestellt und in die USA geschickt, um sich dort in einem auf Ford-Automobile spezialisierten Betrieb als KfZ-Mechaniker ausbilden zu lassen. Er erwarb sich dort auch Kenntnisse der Elektronik, die es ihm erlaubten, den Sender Broadcasting Caracas (später Radio Caracas) in Betrieb zu nehmen, der 1930 seine erste Sendung ausstrahlte.
1913 wirkte er an der Produktion des Stummfilms La dama de las cayenas von Lucas Manzano und Enrique Zimmerman mit. Mit Jacobo Capriles produzierte er die Filme La trepadora (nach einem Roman von Rómulo Gallegos, 1924) und Amor tú eres la vida (1926). Danach drehten beide zahlreiche Dokumentarfilme, darunter La visita del general Pershing, Viaje a la Riviera, El dique de Petaquire, El ciclo vital del Schistosoma mansoni, La carretera Trasandina und La inauguración del punte Internacional. 1932 produzierte er den Spielfilm Corazón de mujer in der Regie von José Fernández und mit dem Kameramann Juanito Martínez Pozueta.
Daneben schrieb Anzola Geschichten und Stücke, war im Rundfunk als Schauspieler aktiv, war Mitarbeiter der Zeitschriften und Zeitungen Élite, Billiken, Ahora, El Nacional und La Esfera und veröffentlichte gelegentlich Karikaturen in der Wochenzeitschrift Fantoches. 1937 reiste er in die USA, wo er stellvertretender Geschäftsführer von RCA Victor war und als Sprecher im spanischsprachigen Rundfunk auftrat.
Nach seiner Rückkehr nach Venezuela arbeitete er in den Laboratorios Nacionales mit anderen Filmpionieren an der Entwicklung des Ton- und Farbfilms. In späteren Jahren drehte er einen Dokumentarfilm über den Maler Armando Reverón, den er 1977 der Cinemateca Nacional überließ. Sein Sohn, der Filmemacher Alfredo Anzola veröffentlichte 1993 den Film El misterio de los ojos escarlatas über das Leben seines Vaters.